# Mauricio Vila Dosal
Mauricio Vila Dosal (Ciudad de México, 30 de marzo de 1980) es un empresario, abogado y político mexicano, miembro del Partido Acción Nacional. Actualmente se desempeña como senador de la República, siendo Vicepresidente de la Mesa Directiva desde el 1 de septiembre de 2024.
Anteriormente, fue diputado local en Yucatán de 2012 a 2015, presidente municipal de Mérida de 2015 a 2018 y gobernador de Yucatán de 2018 a 2024.

## Datos biográficos
Es licenciado en derecho egresado de la Universidad Marista de Mérida, con maestría en administración de negocios por la University of Phoenix, Arizona y otra en gerencia política y gobernanza estratégica por la George Washington University. Está casado con María Eugenia Ortiz Abraham, con quien ha procreado tres hijos; Alejandrina, Mauricio y Santiago. Como empresario del sector restaurantero del 2005 al 2014, se desempeñó como agente de desarrollo de la franquicia internacional Subway para los estados de Campeche, Tabasco y Chiapas, y de 2003 a 2015 fungió como gerente general de esa misma franquicia en los estados de Yucatán y Quintana Roo.
Ha participado como panelista en foros internacionales y nacionales, así como en la conferencia de las Naciones Unidas sobre Cambio Climático (COP 23) en Bonn, Alemania, también en el Congreso Mundial de Ciudades Inteligentes en Barcelona y en el Foro Internacional de Ciudades Hermanas de Chengdú, China.

## Trayectoria política
Ha sido consejero estatal del Partido Acción Nacional en Yucatán, candidato a presidente del Comité Directivo Estatal de ese partido político en el año 2011 y secretario de vinculación del mismo de 2008 a 2011. 
Fue diputado local por el IV distrito local con cabecera en la ciudad de Mérida, donde obtuvo una votación récord de 32,044 votos a favor de su partido en la elección de 2012, con una diferencia de 10,840 sufragios sobre su más cercano competidor del Partido Revolucionario Institucional.
Se desempeñó como presidente de la Comisión de Medio Ambiente del Congreso del Estado en la LX legislatura desde donde promovió diversas iniciativas y modificaciones de ley entre las que destacan la que tipifica el maltrato animal como delito con sanciones económicas y cárcel, la de gestión integral de residuos sólidos, y la de fomento de uso de la bicicleta.[cita requerida]

### Gobierno de Yucatán
A principios de 2018 solicitó licencia al cargo de presidente municipal de Mérida para compatir como candidato de la coalición entre el Partido Acción Nacional y Movimiento Ciudadano a la gubernatura de Yucatán durante los comicios locales de dicho año.
Tras los resultados oficiales de la elección, fue pronunciado gobernador electo. El 1 de octubre de 2018 asumió oficialmente cargo de gobernador constitucional del Estado de Yucatán, mismo que ejerció hasta el 28 de agosto de 2024, cuando solicitó licencia al cargo para tomar protesta como Senador de la República de representación proporcional. 